# Dolínek
Dolínek je ves ležící ve Středočeském kraji, v okrese Praha-východ, na jihovýchodě Odoleny Vody, jehož jednu ze dvou částí tvoří. Sestává dále ze dvou základních sídelních jednotek a katastrálních území, totiž vlastního Dolínku a Čenkova, osady položené necelý kilometr východněji. Při sčítání lidu roku 2001 měl Dolínek 155 domů a 431 obyvatel (z toho připadalo na ZSJ Dolínek 122 a 385, na ZSJ Čenkov 33 a 46). Leží 14,5 km vzdušnou čarou od Mělníka, přibližně na jih od tohoto města.

## Historie
První písemná zmínka o Dolínku pochází ze dne 17. prosince 1300. K Odolene Vodě spadal Dolínek od poloviny 19. století, roku 1923 se osamostatnil, ale roku 1960 byl opět sloučen s Odolenou Vodou. V roce 1959 byla k Dolínku přičleněna osada Čenkov.
V domě č. p. 3 se narodil roku 1835 spisovatel Vítězslav Hálek, kterého připomíná pamětní deska z roku 1878 a pomník z roku 1885 na návsi.

## Galerie

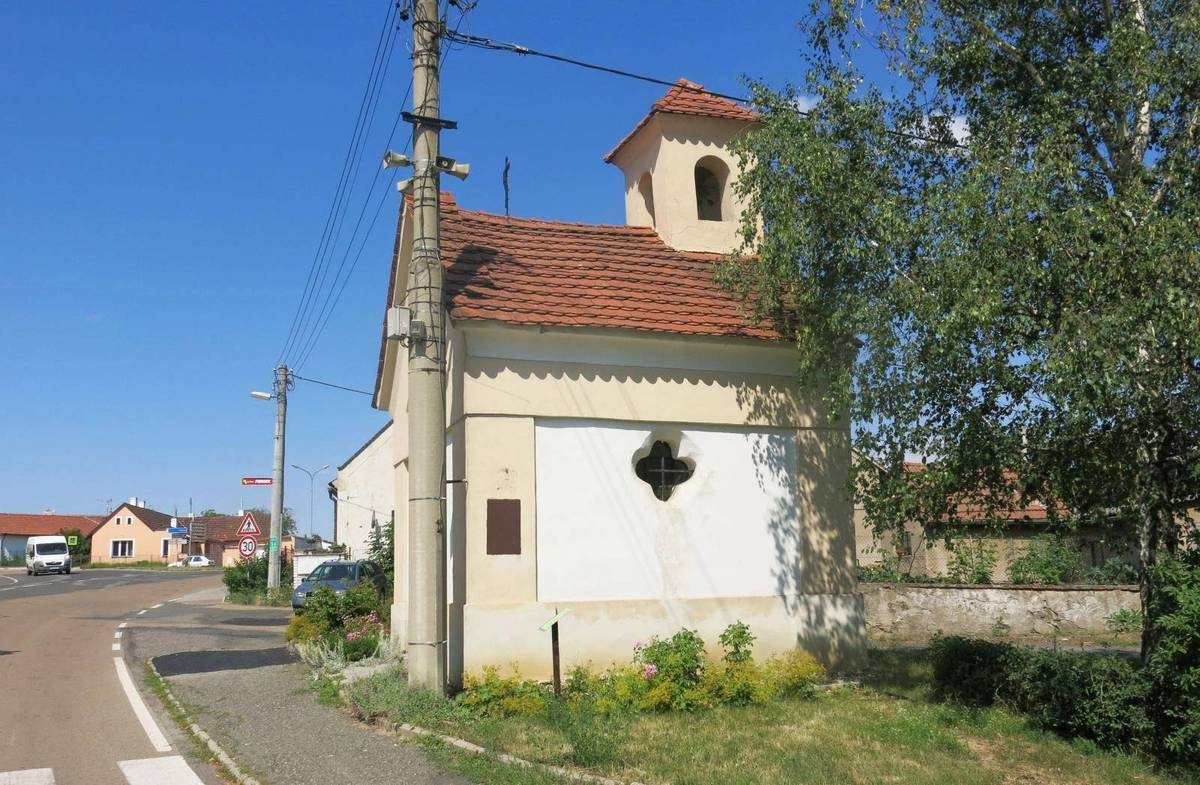
Kaple
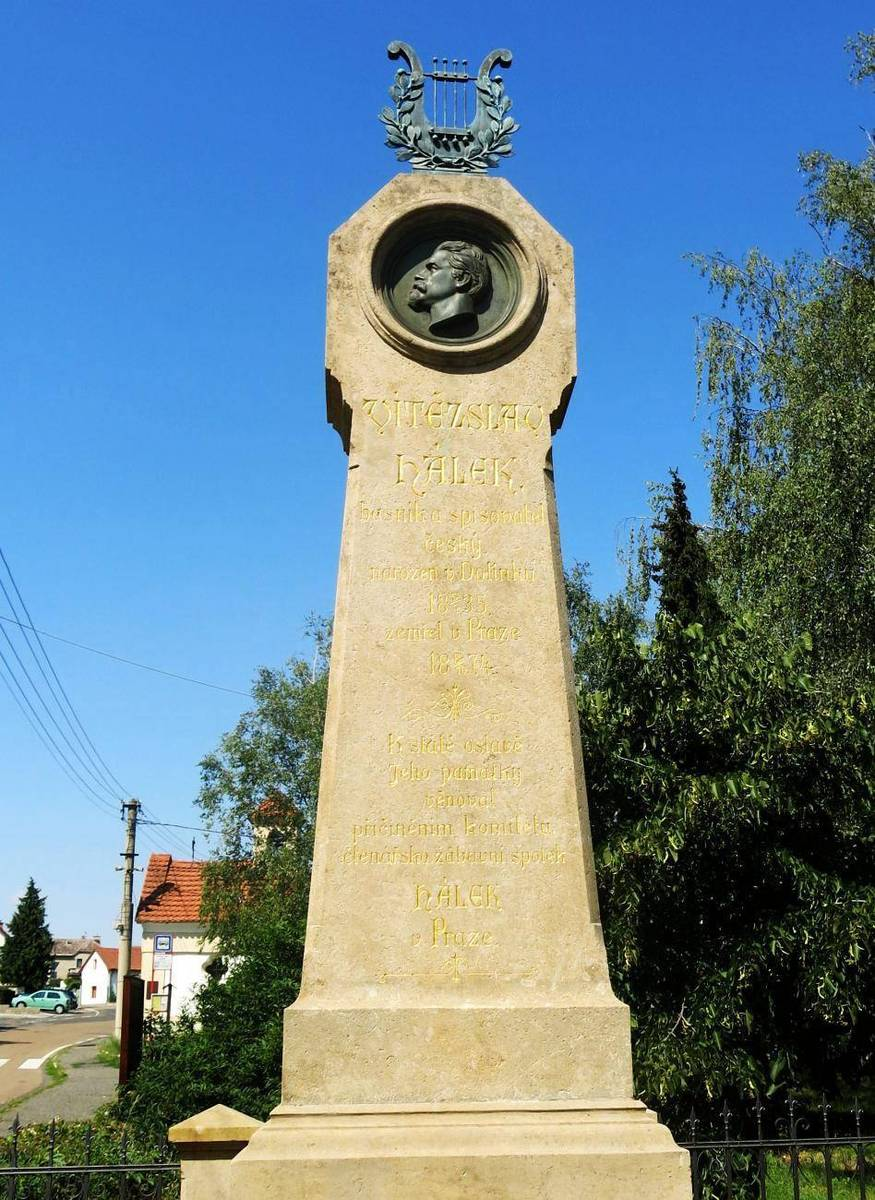
Pomník Vítězslava Hálka
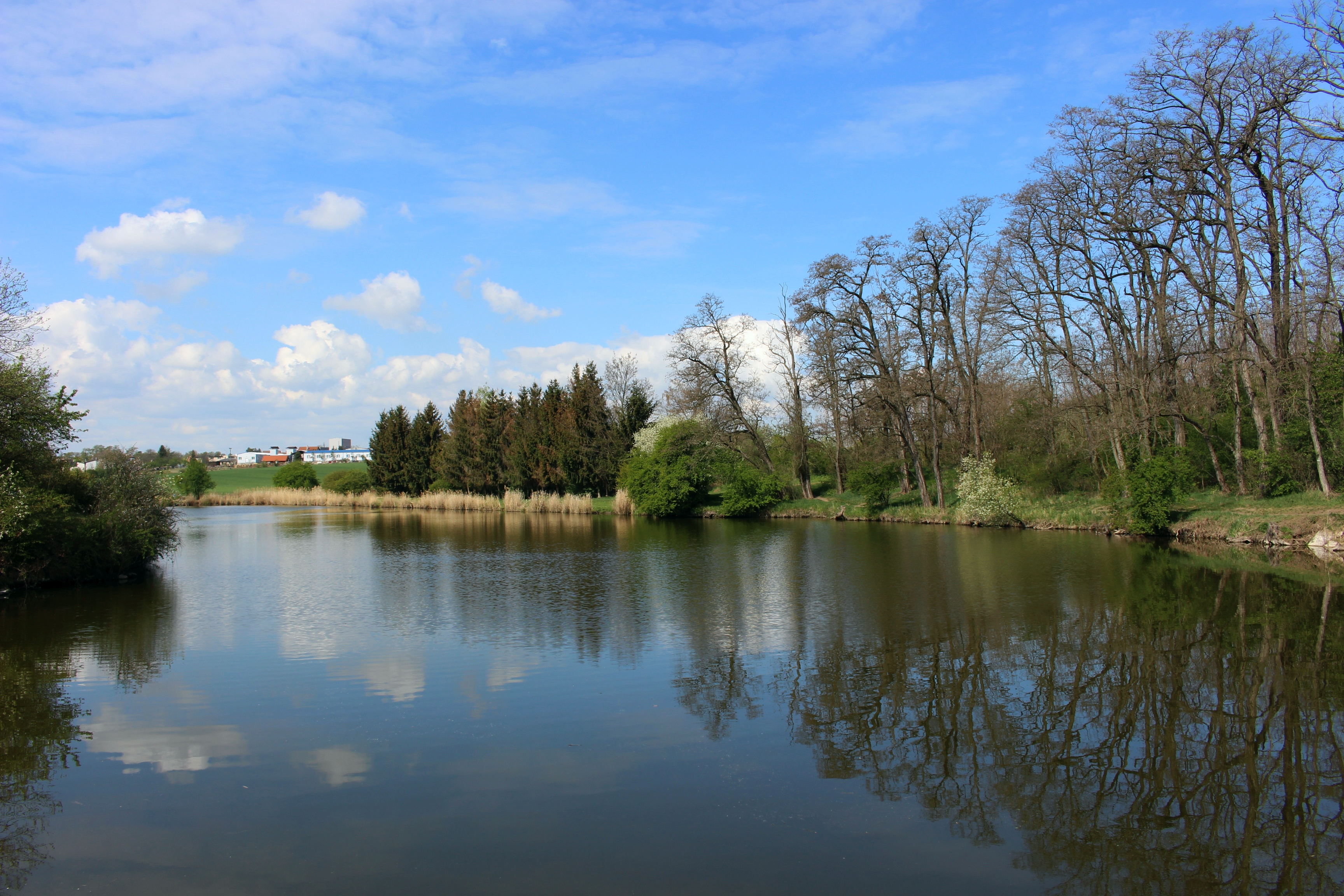
Rybník Čenkov 3